# Fausto Sarli
Fausto Sarli (* 9. Mai 1927 in Neapel; † 9. Dezember 2010 in Rom) war ein italienischer Modedesigner. Er wurde „Bildhauer der Alta Moda“ (Scultore dell’alta moda) genannt.

## Biografie

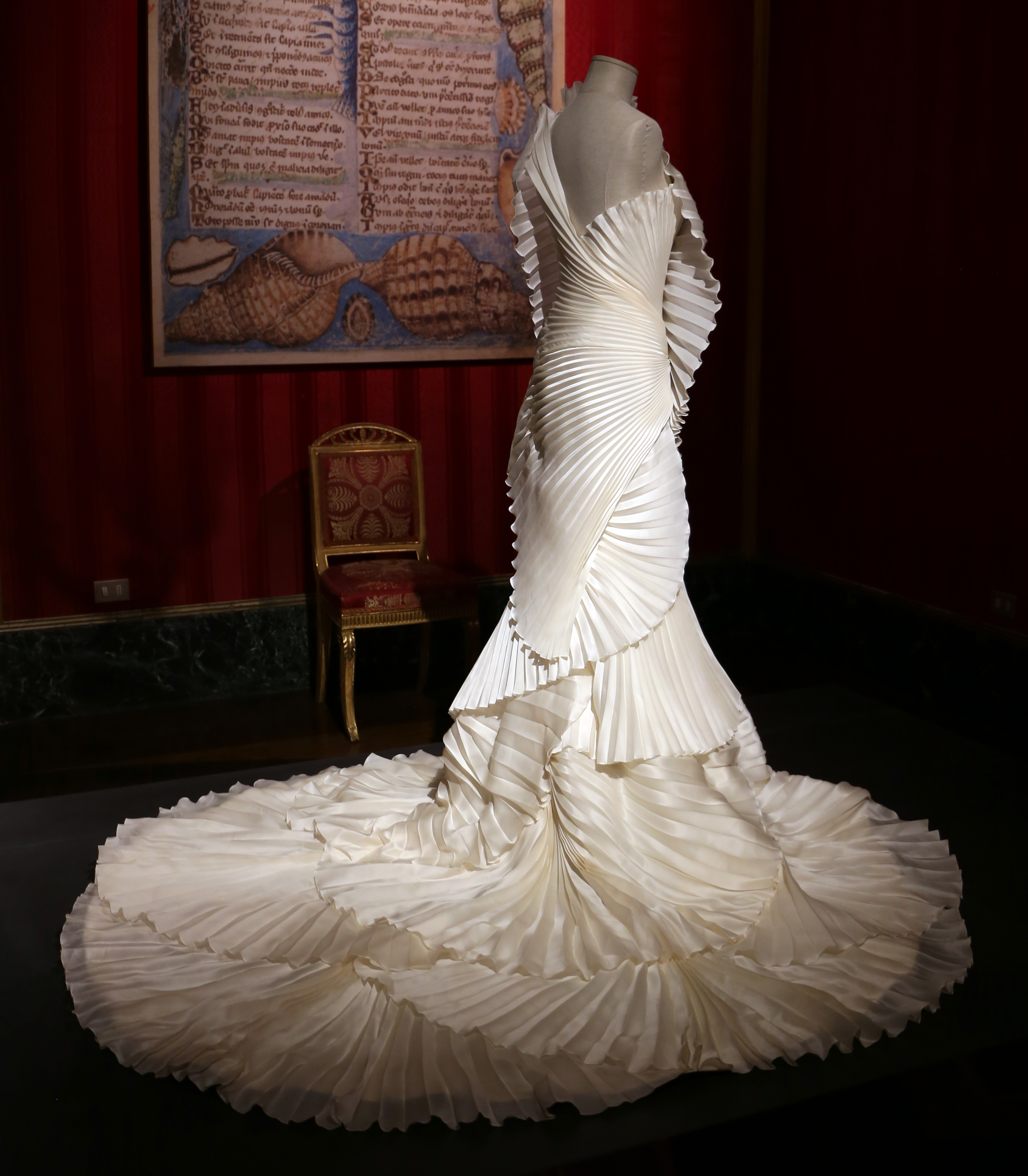
Von Fausto Sarli entworfenes Kleid Lunar Eclipse (2012/2013) in der Kostümgalerie im Palazzo Pitti, Florenz

Sarli wurde als Sohn einer Schneiderin in Neapel geboren, als Kind entwarf er Kleider für Puppen und Sarli wollte Puppenspieler werden. Auf Wunsch seiner Familie begann Sarli BWL zu studieren, arbeitete dann aber als Modezeichner im Umfeld der Cinecittà. Er assistierte dem Kostümbildner Ferdinando Sarmi für Michelangelo Antonionis Film Chronik einer Liebe. 1957 gewann Sarli einen Modepreis, bei dem er den erfolgreichen Modeschöpfer und sein Vorbild Emilio Schuberth traf. Im selben Jahr präsentierte Sarli seine erste kleine Kollektion in Florenz, die ihm den Durchbruch brachte. Im darauffolgenden Jahr eröffnete er seine Boutique in Neapel, in der Via Filangieri. Wenig später eröffnete er Ateliers in Rom auf der Via Veneto (später Umzug zur Via Gregoriani) und in Mailand. Er entwarf nicht nur fürs Theater und das Kino, sondern auch fürs Fernsehen; Valentina Cortese, Liz Taylor und die Sängerin Mina wurden seine Kundinnen.
In den 1970er Jahren versuchte Sarli in den USA und Japan Fuß zu fassen, konnte aber gegen die Mailänder Modehäuser nicht konkurrieren. Erst 1984 begann Sarli eine leichter verkäufliche Prêt-à-porter-Mode zu präsentierten, erst 1990 folgten Parfums und noch später Accessoires.
In den 1990er Jahren stattete Sarli Gianfranco Albanos Film Ostinato Destino (1992) und Sergio Martinos Un Orso Chiamato Arturo (1992) aus. 1998 wurden in seinen Ateliers die historischen Ensembles restauriert, die Modeschöpfer wie Charles Frederick Worth und Mariano Fortuny für Eleonora Duse entworfen hatten.
Sarli entwarf unter anderem Kleider für Ornella Vanoni, Carla Fracci, Carla Bruni, Valeria Mazza und Monica Bellucci. 
Sarli starb am 9. Dezember 2010 in Rom. Er war mit Jolanda verheiratet, die Ehe wurde später geschieden. Das Paar hatte fünf Söhne.
Die Maison Sarli Couture wurde nach Sarlis Tod bis 2014 zunächst von dessen Schüler Carlo Alberto Terranova weitergeführt, der nach einem Streit eine neue Marke gründete. Danach holte der neue Eigentümer Massimo Anselmi (durch Vanitex Srl) zunächst Rocco Palermo als Chefdesigner hinzu, der ebenfalls jahrelang mit Sarli gearbeitet hatte. Das Modehaus tritt danach jedoch nicht mehr in Erscheinung.